# المایرا (نیویورک)
المایرا (به انگلیسی: Elmira) شهری در شهرستان چیمانگ ایالت نیویورک است که در سرشماری سال ۲۰۱۰ میلادی، ۲۹۲۰۰ نفر جمعیت داشته است. المایرا، به‌طور رسمی در تاریخ ۱۸۶۴ میلادی به‌عنوان یک شهر شناخته شد.